# Franz Konrad Joseph Truchsess von Rheinfelden

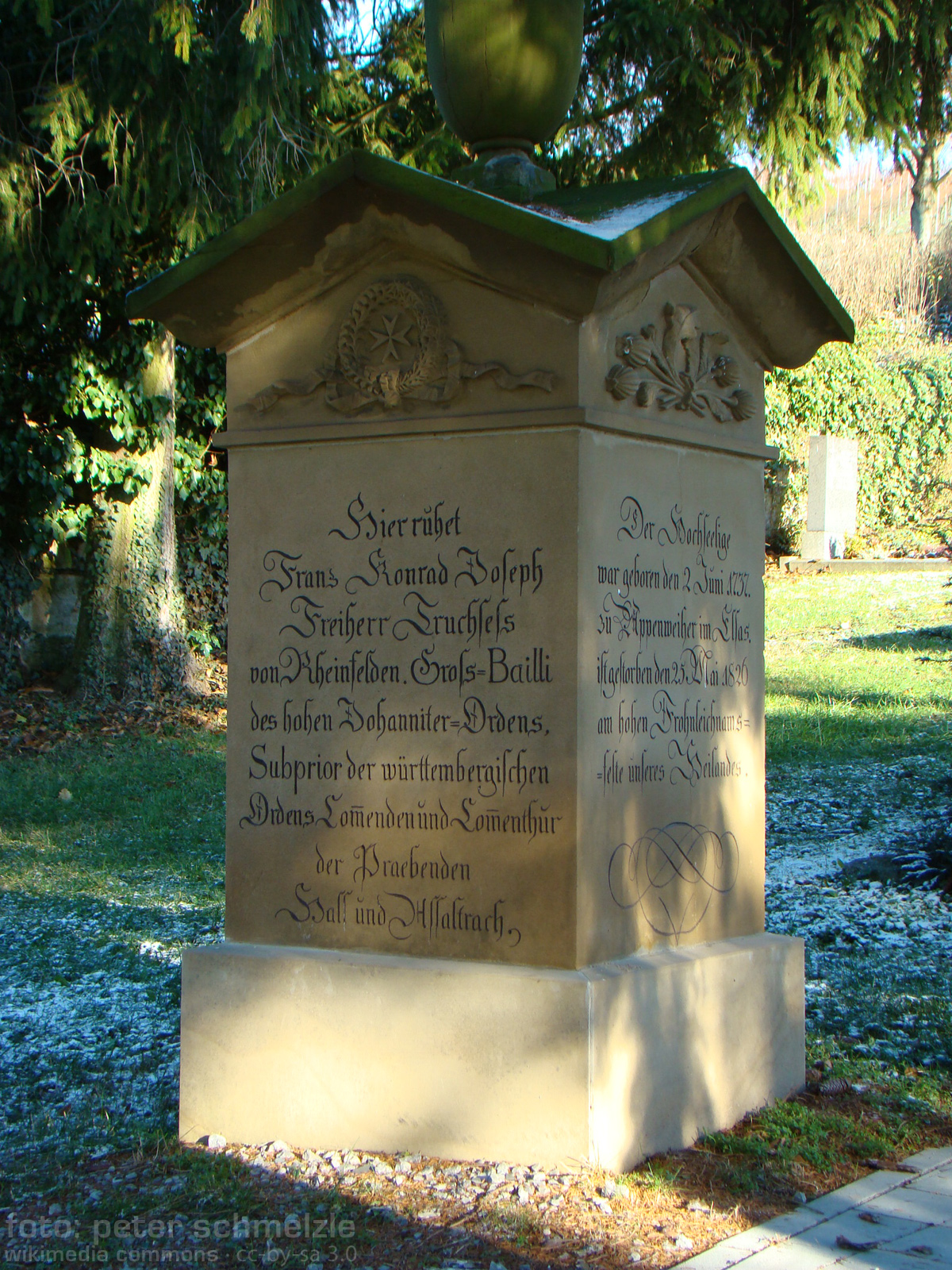
Grabmal auf dem Friedhof von Affaltrach

Franz Konrad Joseph Truchsess von Rheinfelden (* 2. Juni 1737 in Appenweier; † 25. Mai 1826) war Groß-Bailli des Johanniterordens, Subprior der württembergischen Ordenskommenden und Komtur der Präbenden in Schwäbisch Hall und Affaltrach. 
Er ließ das Schloss Affaltrach 1788 kostspielig renovieren. Als königlicher Subprior und Patrimonialherr blieb er bis zu seiner Pensionierung 1809 im Amt. 1812 erwarb er das Schloss und zugehörige Grundstücke von der württembergischen Kameralverwaltung als Abfindungsausgleich, verschenkte es jedoch im Folgejahr an die Familie seiner Hausdame, die später auch noch Entschädigungsansprüche aus seinen verlorenen Besitztümern in Frankreich erhielt.
Sein Grabmal befindet sich auf dem Friedhof von Affaltrach.
Sein Verwandter Heinrich Freiherr von Truchseß-Rheinfelden (gestorben 1812) war der letzte Prior der Johanniter-Kommende in Würzburg.